# Чакрян, Арутюн Хачикович
Арутюн Хачикович Чакрян (1918—1944) — участник Великой Отечественной войны, заместитель командира стрелкового батальона 276-го стрелкового полка 77-й стрелковой дивизии 51-й армии 4-го Украинского фронта, капитан. Герой Советского Союза.

## Биография
Родился в 1918 году в селе Гумиста (ныне — в черте города Сухум, Абхазия) в семье служащего. Армянин.
Родители Арутюна воспитали трёх сыновей и двух дочерей. Арутюн учился в Гумистинской неполной средней школе на «отлично». Окончив её в 1935 году, поступил в Сухумскую армянскую среднюю школу, где ещё больше проявились его способности. Был активным общественником. Школу окончил с отличными показателями.
В Красной Армии с ноября 1939 года. Подал рапорт и был зачислен в Житомирское пехотное училище, которое окончил в 1941 году и получил звание лейтенанта. Член ВКП(б) с 1942 года.
Великая Отечественная война застала лейтенанта Чакряна в Ростове-на-Дону в части, которая проходила лагерные сборы. Вскоре он с группой офицеров, окончивших училище, был направлен в Авчалу (около Тбилиси), где в полевой школе готовил пополнение для фронта.
Летом 1942 года в героические дни обороны Кавказа Чакрян обратился к командованию с просьбой послать его на фронт. Просьба была удовлетворена. Лейтенант Чакрян был назначен командиром стрелковой роты в составе 77-й стрелковой дивизии. С первых же оборонительных боёв в августе 1942 года на рубеже посёлка Верхнебаканский на подступах к Новороссийску он показал себя волевым и отважным командиром. Его боевые заслуги по защите города были отмечены двумя медалями «За отвагу».
В 1943 году старший лейтенант Чакрян участвовал в освобождении многих станиц Краснодарского края, прорыве «Голубой линии» на Тамани. В сентябре 1943 года 77-ю стрелковую дивизию перебросили на северное побережье Азовского моря, где батальон Чакряна совместно с 384-м отдельным батальоном морской пехоты участвовал в штурме города Таганрога. За освобождение Таганрога Чакрян был награждён орденом Отечественной войны 1-й степени.
В ноябре 1943 года 77-ю стрелковую дивизию передали в состав 51-й армии, и батальон капитана Чакряна переправился на Сивашский плацдарм, захваченный войсками этой армии на северной оконечности Крыма.
В апреле 1944 года период наступательных действий 276-го стрелкового полка 77-й стрелковой дивизии от Сиваша до Сапун-горы Чакрян, действуя в головной походной заставе батальона, 11 апреля 1944 года в районе посёлка Кирк-Ишунь вступил в бой с противником. Смелыми и решительными действиями населённый пункт Кирк-Ишунь был взят с хода. В этом бою Чакрян лично уничтожил 8 солдат и 2 офицеров противника.
Умело и отважно действовал Чакрян и в других боях. С 15 по 18 апреля 1944 года по приказу командования он возглавлял группу отставших на марше бойцов. На пути следования его группа в районе гор Мангуп-кале и Шуудан вступила в бой с прятавшимся в крымских пещерах гитлеровским подразделением. Будучи ранен, он не покинул поля боя, продолжал командовать своей группой. Гитлеровские «партизаны» были уничтожены.
Особо отличился капитан Чакрян в боях за Севастополь. Он бесстрашно вёл своих бойцов на штурм Сапун-горы — важнейшей укреплённой позиции гитлеровцев на подступах к Севастополю.
В 5 часов утра 7 мая 1944 года наступление началось. Фашисты стремились во что бы то ни стало удержать свои позиции, но ничто не могло остановить наши части. Преодолевая всё на своём пути, они продвигались вперёд. Бой за каждую траншею перерастал в рукопашные схватки, в которых приходилось участвовать рядовым и командирам. Чакрян в этом бою лично уничтожил 10 солдат и 21 офицера противника. Подразделение взяло в плен 60 фашистов и первым достигло окутанной дымом вершины Сапун-горы, где был водружён красный флаг.
8 мая 1944 года при наступлении на Севастополь капитан Чакрян был смертельно ранен. Бойцы подразделения поклялись отомстить за смерть своего командира, и смело пошли в бой, продолжая своё наступление. 9 мая 1944 года они освободили Севастополь.
Председатель Президиума Верховного Совета СССР Н. М. Шверник 31 января 1948 года писал отцу Героя Советского Союза — Хачику Арутюновичу Чакряну:

«По сообщению Военного командования Ваш сын капитан Чакрян Арутюн Хачикович в боях за советскую родину погиб смертью храбрых.
…Посылаю Вам Грамоту Президиума Верховного Совета СССР о присвоении Вашему сыну звания Героя Советского Союза для хранения как память о сыне-герое, подвиг которого никогда не забудется нашим народом».

Герой Советского Союза капитан А. Х. Чакрян похоронен в Крыму в селе Верхний Чоргунь (возле Севастополя).

## Награды
- Указом Президиума Верховного Совета СССР от 24 марта 1945 года за образцовое выполнение боевых заданий командования на фронте борьбы с немецко-фашистскими захватчиками и проявленные при этом мужество и героизм капитану Чакряну Арутюну Хачиковичу присвоено звание Героя Советского Союза (посмертно).
- Награждён орденами Ленина, Отечественной войны 1-й степени, двумя медалями «За отвагу».

## Память
- В 2010 году в Балаклаве открыли Герою памятник[2].